# Matthias Hovius
Matthijs Van Hove, dit Matthias Hovius, né à Malines en 1542 et mort à abbaye d'Affligem le 30 mai 1620, était un prélat.

## Biographie

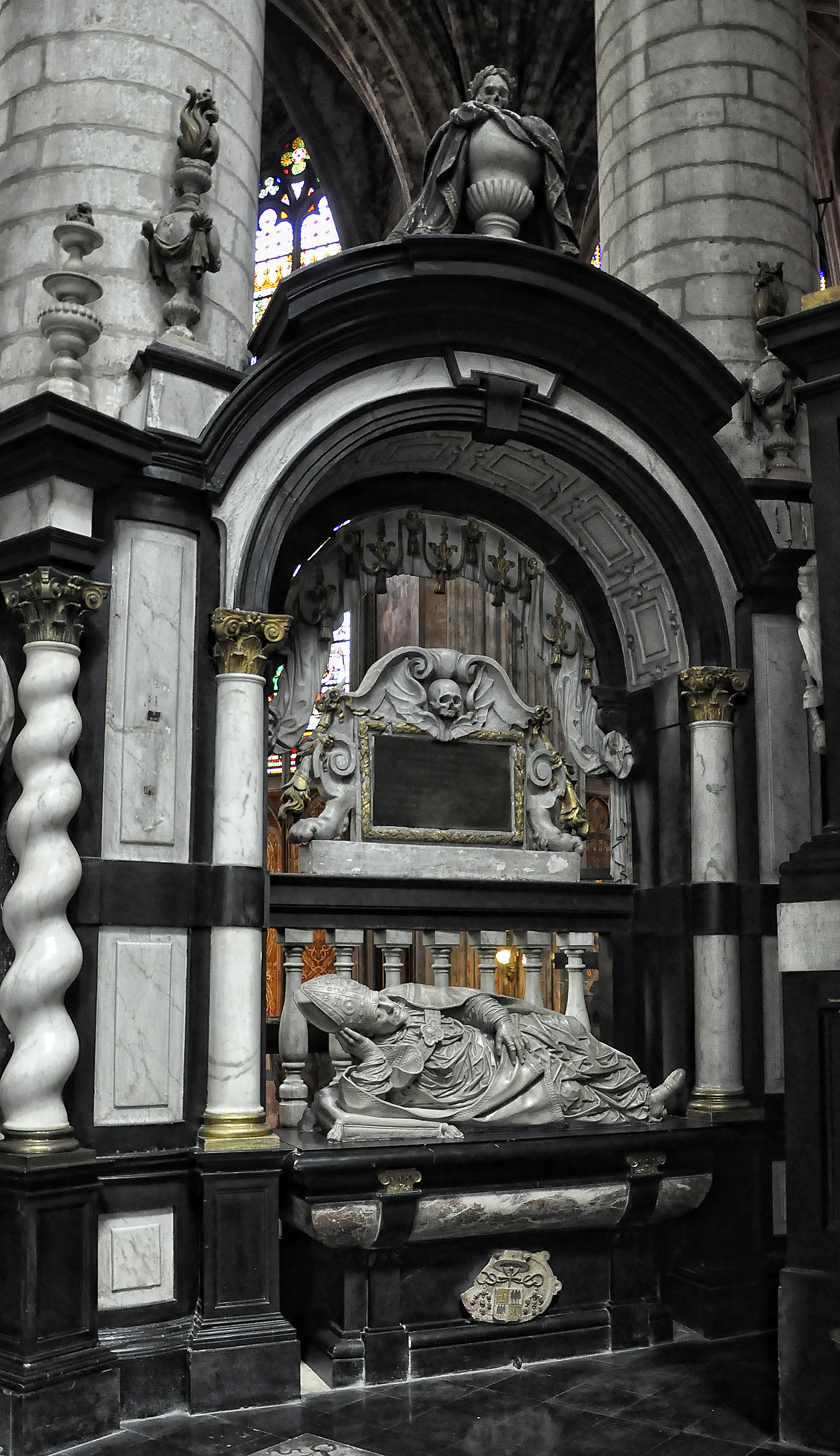
Tombeau dans la Cathédrale Saint-Rombaut de Malines

Matthias Hovius est le vicaire général de l'archevêque de Malines Jean Hauchin jusqu'au décès de celui-ci survenu en 1589.
Il est archevêque de Malines de 1596 à 1620.

## Sources
- Laenen, Kan. Dr. J. (1930), "Geschiedenis van het Mechelsch Seminarie vanaf het Episcopaat van Aartsbisschop Matthias Hovius tot onder Z.E. Kardinaal van Roey", Mechelen, Gebr. Laurent
- Harline, C. E. & Put, E. (2000), "A bishop's tale: Mathias Hovius among his flock in seventeenth-century Flanders", Yale University Press